# Benoît Fauviaux
Benoit Fauviaux, né le 9 juillet 1976 à Frameries (province du Hainaut), est un auteur de bande dessinée et coloriste belge francophone.

## Biographie
Benoit Fauviaux naît le 9 juillet 1976 à Frameries dans le Borinage. Il fait ses humanités au collège Saint-Stanislas de Mons.
Il entre à l'Académie des beaux-arts de Tournai dans l'atelier bande dessinée et illustration dirigé par Antonio Cossu et Thierry Umbreit,. Il en sort diplômé en 1998. En 1997, lors de sa dernière année d'études, il réalise un court récit intitulé Vendetta dans l'album collectif Envie de fraises publié aux éditions Oro Production en 1998. Le style de Benoît Fauviaux est d'un réalisme emprunt d'influences diverses : le noir et blanc du cinéma expressionniste et d'auteurs tels Andreas, Jordi Bernet, Mike Mignola ou Mœbius. Le polar, le fantastique et la science-fiction sont les genres qu'il préfère. De 1998 à 2004, il produit divers travaux d’illustration et de bande dessinée notamment comme assistant d'Antonio Cossu ainsi que les décors d'un album d'Antonio Cossu, Bye bye Soho aux éditions Travail et Culture en 2001. En 2003, il assure des intérims de cours de dessin aux académies de Boitsfort et de Binche dans laquelle il enseigne encore,.
Les éditions Casterman le remarquent en 2005 et lui proposent d'illustrer, avec Yves Plateau, Les Voyages de Jhen. Il rejoint ainsi Jacques Martin ce qu'il fait pour le premier tome de la série aux côtés d'Yves plateau dans l'ouvrage Les Baux de Provence.
En 2010, il dessine Trouilles guenouilles sur un scénario de Pascal Haumont,. Une bande dessinée polar autour du folkore binchois et du carnaval de Binche. Huit jours avant les jours gras, d'étranges personnages, méconnaissables sous leurs costumes et masques, les Trouilles, envahissent les rues de Binche. Cette nuit est appelée Trouilles de Nouilles ou Trouilles Guenouilles.
Il collabore ensuite avec son ancien professeur, Antonio Cossu avec lequel il réalise, à quatre mains, les albums Saint-Amand l'aventurier en 2012 puis Le Dernier Combat du dragon, en 2015, un projet en gestation depuis 2007.
Depuis, il réalise la mise en couleur d'albums inédits de Bob de Moor, Tibet ou encore Jean-Pol pour les éditions bruxelloises BD Must.

## Œuvres

### Albums de bande dessinée
- Bye bye Soho[11], Travail & Culture, 2001
Scénario et dessin : Antonio Cossu - Couleurs : BenBK, Caroline Derselle et Yves Plateau -  (ISBN 2-930105-03-8),Participation : réalisation des décors.

#### Les Voyages de Jhen (Casterman)
- 1. Les Baux de Provence[12], Casterman, Bruxelles, juin 2005
Scénario : Jacques Martin - Dessin et couleurs : Benoît Fauviaux et Yves Plateau -  (ISBN 2-203-32225-X),Réédition de 2008 avec visuel de couverture différent  (ISBN 978-2-203-01545-6). Réédition de 2015[13] en grand format  (ISBN 978-2-203-09559-5).

- Trouilles guenouilles[5],[3],[4],[14], Imprimerie provinciale du Hainaut, Tournai, février 2010
Scénario : Pascal Haumont - Dessin et couleurs : Benoît Fauviaux -  (ISBN 978-2-8052-0044-1)

- Saint-Amand l'aventurier[6], Amandicum, 2012
Scénario et couleurs : Antonio Cossu - Dessin : Benoît Fauviaux
- Le Dernier Combat du dragon[10],[7],[8], Oro Production, 2015
Scénario : Antonio Cossu - Dessin et couleurs : Benoît Fauviaux -  (ISBN 2-930105-05-4)

#### comme coloriste
- Le Vaisseau miracle[15], BD Must, Bruxelles, mars 2020
Scénario et dessin : Bob de Moor - Couleurs : Benoît Faviaux -  (ISBN 978-2-87535-527-0),Cette BD est publiée pour la première fois en album et la traduction française est fidèle au texte original néerlandais de 1949.

- Guerre dans le cosmos[17], BD Must, coll. « Les Inédits de Bob de Moor », Bruxelles, 27 novembre 2021
Scénario et dessin : Bob de Moor - Couleurs : Benoît Faviaux -  (ISBN 978-2-87535-694-9),Cette histoire parait pour la première fois en couleur avec le texte original de 1948-1949.

### Collectifs
- Envie de fraises, Oro Productions, coll. « Images d'ateliers », Tournai, 1998
Scénario : collectif - Dessin : collectif dont Benoît Fauviaux - Couleurs : noir et blanc -  (ISBN 2-930105-01-1)

#### Livres
: document utilisé comme source pour la rédaction de cet article.
- Jacques Fiérain, « Fauviaux, Benoît », dans La BD dans la province du Hainaut, Charleroi, Éd. l'Âge d'or, septembre 2006, 96 p., ill. ; 31 cm (ISBN 9782960046458 et 2960046455, OCLC 469651838, présentation en ligne), p. 21. .
- Philippe Mellot, Michel Denni, Laurent Turpin et Isabelle Morzadec, Trésors de la bande dessinée : BDM 2023-2024 - Catalogue encyclopédique et Argus, Paris, Les Arènes, novembre 2022, 23e éd., 1677 p., ill. ; 23 cm (ISBN 9791037507280, OCLC 1351462460, présentation en ligne), p. 382, 669, 1106. .